# Lee Frecklington
Lee Frecklington (Lincoln, 8 settembre 1985) è un ex calciatore irlandese, di ruolo centrocampista.

## Carriera
Gioca fino al 2003 nelle giovanili del Lincoln City, che successivamente lo aggrega alla propria prima squadra, nella quale esordisce però solo nella stagione 2004-2005, nella quale colleziona 3 presenze in Football League Two, la quarta divisione inglese.
In questi due anni viene anche ceduto per 2 volte in prestito: dal gennaio al maggio del 2004 al Lincoln United e dal settembre al dicembre del 2005 allo Stamford; nel campionato seguente colleziona 18 presenze e 2 reti (le sue prime in carriera da professionista), a cui aggiunge 2 presenze nei play-off.
A partire dal campionato 2006-2007 è titolare fisso dei Red Imps, con cui gioca fino al gennaio del 2009 in quarta divisione, arrivando ad un bilancio totale di 128 presenze e 21 reti fra campionato e play-off, a cui aggiunge una presenza in FA Cup e 2 presenze in Coppa di Lega.
Nel gennaio del 2009 è ceduto al Peterborough Utd, in Football League One: termina il suo primo campionato in terza serie con 7 presenze, ottenendo la promozione in Football League Championship (seconda divisione) grazie al secondo posto ottenuto in campionato. Nella stagione 2009-2010 diventa titolare fisso della squadra biancazzurra, con cui oltre a giocare una partita in FA Cup segna 2 gol in 3 partite in Coppa di Lega e 2 gol in 35 partite in campionato, che la sua squadra chiude con una retrocessione. Nel campionato 2010-2011 conquista una nuova promozione dalla terza alla seconda divisione inglese, nella quale poi nel campionato 2011-2012 segna 5 gol in 37 presenze, a cui aggiunge 2 partite in Coppa di Lega.
Inizia la stagione 2012-2013 giocando una partita in Coppa di Lega e 5 in campionato, prima di essere ceduto nell'ottobre 2012 al Rotherham Utd, squadra di Football League Two, con la quale conclude l'annata segnando 3 gol in 4 partite di FA Cup e 6 gol in 31 partite di campionato, torneo che al termine vede la promozione in Football League One della sua squadra dopo la vittoria dei play-off, nei quali Frecklington segna una rete in 3 presenze. L'anno seguente ottiene un'altra promozione, alla quale contribuisce con 9 gol in 39 partite nel campionato di Football League One. Nella stagione 2014-2015 e in quella successive la formazione ottiene altrettante salvezze in Football League Championship, campionato in cui nelle due annate Frecklington gioca rispettivamente 29 e 27 partite, con 5 e 2 gol segnati. Rimane in squadra anche per la stagione 2016-2017, nella quale i biancorossi chiudono il campionato con l'aritmetica retrocessione in terza serie a 7 giornate dal termine.
Nel gennaio del 2018 lascia dopo 6 anni il club, tornando al Lincoln City.

## Statistiche

### Presenze e reti nei club
Statistiche aggiornate al 2 marzo 2019.
| Stagione                   | Squadra                    | Campionato                 | Campionato | Campionato | Coppe nazionali | Coppe nazionali | Coppe nazionali | Coppe continentali | Coppe continentali | Coppe continentali | Altre coppe | Altre coppe | Altre coppe | Totale | Totale |
| Stagione                   | Squadra                    | Comp                       | Pres       | Reti       | Comp            | Pres            | Reti            | Comp               | Pres               | Reti               | Comp        | Pres        | Reti        | Pres   | Reti   |
| -------------------------- | -------------------------- | -------------------------- | ---------- | ---------- | --------------- | --------------- | --------------- | ------------------ | ------------------ | ------------------ | ----------- | ----------- | ----------- | ------ | ------ |
| 2003-2004                  | Lincoln City               | TD                         | 0          | 0          | FACup+CdL       | 0               | 0               | -                  | -                  | -                  | FLT         | 2           | 0           | 2      | 0      |
| 2004-gen. 2005             | Stamford                   | SFL                        | 11         | 1          | FACup           | 0               | 0               | -                  | -                  | -                  | -           | -           | -           | 11     | 1      |
| gen.-giu. 2005             | Lincoln City               | FL2                        | 3          | 0          | FACup+CdL       | 0               | 0               | -                  | -                  | -                  | FLT         | 0           | 0           | 3      | 0      |
| 2005-2006                  | Lincoln City               | FL2                        | 20         | 2          | FACup+CdL       | 0               | 0               | -                  | -                  | -                  | FLT         | 0           | 0           | 20     | 2      |
| 2006-2007                  | Lincoln City               | FL2                        | 42         | 8          | FACup+CdL       | 1+1             | 1+1             | -                  | -                  | -                  | FLT         | 3           | 0           | 47     | 10     |
| 2007-2008                  | Lincoln City               | FL2                        | 34         | 4          | FACup+CdL       | 2+1             | 0               | -                  | -                  | -                  | FLT         | 1           | 0           | 38     | 4      |
| 2008-gen. 2009             | Lincoln City               | FL2                        | 27         | 7          | FACup+CdL       | 2+1             | 0               | -                  | -                  | -                  | FLT         | 1           | 0           | 31     | 7      |
| feb.-giu. 2009             | Peterborough Utd           | FL1                        | 7          | 0          | FACup+CdL       | -               | -               | -                  | -                  | -                  | FLT         | -           | -           | 7      | 0      |
| 2009-2010                  | Peterborough Utd           | FLC                        | 35         | 2          | FACup+CdL       | 1+4             | 0+2             | -                  | -                  | -                  | -           | -           | -           | 40     | 4      |
| 2010-2011                  | Peterborough Utd           | FL1                        | 9          | 1          | FACup+CdL       | 0               | 0               | -                  | -                  | -                  | FLT         | 1           | 0           | 10     | 1      |
| 2011-2012                  | Peterborough Utd           | FLC                        | 37         | 5          | FACup+CdL       | 0+2             | 0               | -                  | -                  | -                  | -           | -           | -           | 39     | 5      |
| ago.-set. 2012             | Peterborough Utd           | FLC                        | 5          | 0          | FACup+CdL       | 0+1             | 0               | -                  | -                  | -                  | -           | -           | -           | 6      | 0      |
| Totale Peterborough United | Totale Peterborough United | Totale Peterborough United | 93         | 8          |                 | 8               | 2               |                    | -                  | -                  |             | 1           | 0           | 102    | 10     |
| set. 2012-2013             | Rotherham Utd              | FL2                        | 31         | 6          | FACup+CdL       | 4+0             | 3               | -                  | -                  | -                  | FLT         | -           | -           | 35     | 9      |
| 2013-2014                  | Rotherham Utd              | FL1                        | 39         | 10         | FACup+CdL       | 2+2             | 1+1             | -                  | -                  | -                  | FLT         | 6           | 1           | 49     | 13     |
| 2014-2015                  | Rotherham Utd              | FLC                        | 29         | 2          | FACup+CdL       | 1+1             | 0               | -                  | -                  | -                  | -           | -           | -           | 31     | 2      |
| 2015-2016                  | Rotherham Utd              | FLC                        | 27         | 5          | FACup+CdL       | 0+2             | 0               | -                  | -                  | -                  | -           | -           | -           | 29     | 5      |
| 2016-2017                  | Rotherham Utd              | FLC                        | 22         | 1          | FACup+CdL       | 0               | 0               | -                  | -                  | -                  | -           | -           | -           | 22     | 1      |
| 2017-gen. 2018             | Rotherham Utd              | FL1                        | 19         | 4          | FACup+CdL       | 0+1             | 0               | -                  | -                  | -                  | FLT         | 0           | 0           | 35     | 9      |
| Totale Rotherham United    | Totale Rotherham United    | Totale Rotherham United    | 167        | 28         |                 | 13              | 5               |                    | -                  | -                  |             | 6           | 1           | 186    | 34     |
| gen.-giu. 2018             | Lincoln City               | FL2                        | 16+1       | 4+0        | FACup+CdL       | -               | -               | -                  | -                  | -                  | FLT         | 3           | 0           | 20     | 4      |
| 2018-2019                  | Lincoln City               | FL2                        | 25         | 3          | FACup+CdL       | 2+0             | 0               | -                  | -                  | -                  | FLT         | 1           | 0           | 28     | 3      |
| Totale Lincoln City        | Totale Lincoln City        | Totale Lincoln City        | 168        | 28         |                 | 10              | 2               |                    | -                  | -                  |             | 11          | 0           | 189    | 30     |
| Totale carriera            | Totale carriera            | Totale carriera            | 439        | 65         |                 | 31              | 9               |                    | -                  | -                  |             | 18          | 1           | 488    | 75     |

## Palmarès

### Club

#### Competizioni nazionali
- Campionato inglese di quarta divisione: 1

Lincoln City: 2018-2019
- English Football League Trophy: 1

Lincoln City: 2017-2018